# توني بارويك
توني بارويك (بالإنجليزية: Tony Barwick)‏ هو كاتب سيناريو بريطاني، ولد في 10 يوليو 1934 في سانت بانكراس في المملكة المتحدة، وتوفي في 18 أغسطس 1993 في هامبستاد في المملكة المتحدة بسبب سرطان.

## وصلات خارجية
- توني بارويك على موقع IMDb (الإنجليزية)
- توني بارويك على موقع قاعدة بيانات الفيلم (الإنجليزية)